# Le Vigan, Lot

Le Vigan este o comună în departamentul Lot din sudul Franței. În 2009 avea o populație de 1.457 de locuitori.

## Evoluția populației
| An        | 1975 | 1982 | 1990 | 1999  | 2006  | 2009  |
| --------- | ---- | ---- | ---- | ----- | ----- | ----- |
| Populație | 826  | 836  | 922  | 1.189 | 1.372 | 1.457 |